# Sågdammen (Södra Härene socken, Västergötland)
Sågdammen är en sjö i Vårgårda kommun i Västergötland och ingår i Göta älvs huvudavrinningsområde. Kvarnabäcken genomrinner Sågdammen. Kvarnabäcken har sitt källflöde i Käringesjön och rinner via Härskasjön, Mogesjön, Paradissjön till Sågdammen och vidare ut i Nossan. Söder om Sågdammen ligger godset Ribbingsberg som har anor från tidigt 1600-tal.